# Буллингер, Генрих
Ге́нрих Бу́ллингер (нем. Heinrich Bullinger; 18 июля 1504, Бремгартен — 17 сентября 1575, Цюрих) — швейцарский реформатор, друг и последователь Цвингли, бывший преемником его в Цюрихе. Буллингер известен как крайне плодовитый автор, ему принадлежат 124 труда, многочисленные проповеди, а также переписка, насчитывающая свыше 12000 посланий. 
Буллингер также широко известен как один соавторов Гельветского исповедания.

## Биография
Генрих Буллингер родился 18 июля 1504 года в Бремгартене.
Изучив сочинения Лютера, а также, познакомившись в 1527 году с проповедями Цвингли, Буллингер провёл 1528 год вместе с последним в Берне в обсуждении религиозных вопросов, результатом которого явилось введение Реформации в Бернском кантоне.
Красноречивою проповедью в Бремгартене, сказанною в Троицу 1529 года, Буллингер убедил всю общину примкнуть к Реформации и сделался в ней первым проповедником Евангелического учения; но уже в 1531 году, после несчастного исхода битвы при Каппеле, принужден был бежать в Цюрих, где в 1532 году выбран был в священники при соборе. 
С тех пор Буллингер стал официальным главою Немецко-реформатской церкви и управлял ею с большою умеренностью и осторожностью. Он написал первое Гельветское, или второе Базельское, исповедание (1536), условился в 1549 году с Кальвином о принятии цюрихского соглашения, чем достигнуто было соединение французской и немецкой реформатских церквей, и в 1566 году дал во втором Гельветском исповедании такое изложение Реформатского учения, которое встретило почти всеобщее признание.
Генрих Буллингер умер 15 сентября 1575 года. 
Кроме своих многочисленных трудов, Буллингер издал в 1543 году сочинения Цвингли.
Биография его известна в основном в изложении Иосии Зимлера. Его труд «Reformationsgeschichte» в 1840 году был издан Вегели и Хоттингером.